# Conochuza lineola
Conochuza lineola är en fjärilsart som beskrevs av Emilio Berio 1962. Conochuza lineola ingår i släktet Conochuza och familjen nattflyn. Inga underarter finns listade i Catalogue of Life.